# Объект преступления
Объе́кт преступле́ния — уголовно-правовая категория, которая используется для обозначения общественных институтов, которым причиняется ущерб вследствие совершения преступления. Чаще всего в числе таких институтов называются общественные отношения, а также социальные ценности, интересы и блага: человек, его права и свободы, собственность, общественный порядок и общественная безопасность, окружающая среда, государственный строй и государственное управление, мир и безопасность человечества. В законодательствах различных стран мира этот перечень может варьироваться, но перечисленные объекты являются основными и охраняются практически во всех странах.
Объект преступления находит отражение в Особенной части кодифицированных уголовно-правовых актов: преступления в них могут группироваться по разделам и главам по признаку родового объекта преступления. Объект преступления рассматривается в числе элементов состава преступления.
Учение об объекте преступления в основном разрабатывалось российскими и советскими теоретиками. В зарубежном уголовном законодательстве, преимущественно использующем формальное определение преступления, объект преступления как самостоятельная категория редко выделяется, а для классификации уголовно-правовых норм при их кодификации используются другие критерии (вплоть до расположения их в алфавитном порядке). В некотором роде аналогичным категории «объект преступления» является используемая теоретиками реалистического направления англо-американской уголовно-правовой науки категория «уголовно-наказуемый вред», понимаемая как утрата общественных ценностей (жизнь, свобода, честь и деньги; общая безопасность; социальные, семейные и религиозные формирования; общая мораль; социальные ресурсы; общий прогресс; личная жизнь) в результате совершения преступления.

## Понятие объекта преступления
Исходно (середина XIX века) учение об объекте преступления разрабатывалось в рамках нормативистского направления в уголовном праве. Нормативистская теория рассматривала преступление как нарушение формальной нормы права; соответственно этому объектом преступления в ней объявлялась сама уголовно-правовая норма. Данная позиция была подвергнута научной критике как не учитывающая реальной сущности преступления. Н. С. Таганцев писал по этому поводу:

Норма права сама по себе есть формула, понятие, созданное жизнью, но затем получившее самостоятельное, отвлеченное бытие… Всякая юридическая норма, как отвлеченное положение, может быть оспариваема, критикуема, непризнаваема; но только норма, имеющая реальную жизнь, может быть нарушаема
…
Если мы будем в преступлении видеть только посягательство на норму, будем придавать исключительное значение моменту противоправности учиненного, то преступление сделается формальным, жизненепригодным понятием, напоминающим у нас воззрения эпохи Петра Великого, считавшего и мятеж, и убийство, и ношение бороды, и срубку заповедного дерева равно важными деяниями, достойными смертной казни, ибо все это виноватый делал, одинаково не страшась царского гнева
— Таганцев Н. С. Русское уголовное право. Лекции. Часть Общая. В 2-х т. Т. 1. М., 1994. С. 29, 31.
Тогда же была предложена и другая теория, предполагавшая, что объектом преступления является некое субъективное право лица. Так, В. Д. Спасович писал, что «преступление есть противозаконное посягательство на чье-либо право, столь существенное, что государство, считая это право одним из необходимых условий общежития, при недостаточности других средств охранительных, ограждает ненарушимость его наказанием».
Эта позиция также была подвергнута критике Н. С. Таганцевым, который отмечал в связи с этим, что «посягательство на субъективное право составляет не сущность, а только средство, путём которого виновный посягает на норму права, на которой покоится субъективное право… Право в субъективном смысле в свою очередь представляет отвлеченное понятие, как и норма, а потому само по себе, по общему правилу, не может быть непосредственным объектом преступного посягательства, пока оно не найдет выражения в конкретно существующем благе или интересе… Для преступного посягательства на такое право… необходимо посягательство на проявление этого права».
После Октябрьской революции в советском уголовном праве утвердилась концепция, согласно которой объектом преступления являются охраняемые уголовным правом общественные отношения; данная позиция продолжает оставаться актуальной и фигурирует во многих современных учебных пособиях и научных изданиях.
Общественные отношения состоят из трёх элементов: субъекты (участники, стороны общественного отношения), предмет (та вещь или благо, по поводу которой существуют отношения), а также социальная связь между участниками (содержание отношения).
В качестве объекта преступления в рамках данной теории может рассматриваться система типовых, устойчивых общественных отношений определённого вида в целом, либо индивидуальная социальная связь, нарушенная конкретным преступлением.
При этом под общественными отношениями понимаются три основных типа отношений:
- Между физическими лицами (на них посягают изнасилование, клевета, убийство).
- Между физическим лицом и государственными (общественными) институтами (государственная измена).
- Комбинация двух предыдущих типов: комплексные отношения, в которых присутствуют как связи «личность — личность», так и «личность — государство» (например, при совершении террористического акта).

Согласно данной теории, преступление может нарушать различные элементы общественных отношений: преступник может непосредственно воздействовать на их субъектов, применяя к ним физическое или психическое насилие, на предмет, по поводу которого возникают общественные отношения, или непосредственно на взаимосвязь между участниками общественного отношения, препятствуя осуществлению какой-либо деятельности или уклоняясь от выполнения социальной обязанности.
Данная теория подвержена критике: так, профессор А. В. Наумов отмечает, что данная теория пригодна не для всех преступлений, которые предусмотрены уголовным законом: так, если определение объекта кражи с данных позиций является несложным (это общественные отношения собственности), то определение объекта, допустим, преступлений против жизни как неких общественных отношений является весьма проблематичным; следовательно, данная теория не является универсальной. Объектом преступлений против жизни в рамках данной теории называются общественные отношения, охраняющие жизнь, однако А. А. Тер-Акопов по данному поводу писал следующее: «Признавать в качестве сущности убийства нарушение порядка отношений, охраняющих жизнь человека, — значит переставлять ценности с ног на голову: признавать основной социальной ценностью не человека, а общественные отношения в которые он входит и которые существуют, собственно, ради него».
В числе других трактовок объекта можно назвать, например, такую: объект преступления — «тот, против кого оно совершается, то есть отдельные лица или какое-то множество лиц, материальные или нематериальные ценности которых, будучи поставленными под уголовно-правовую охрану, подвергаются преступному воздействию, в результате чего этим лицам причиняется вред или создается угроза причинения вреда».
В изданных недавно пособиях по уголовному праву, подготовленных научными сотрудниками Института государства и права РАН, а также преподавателями Московского государственного университета предлагается вернуться к теории объекта преступления как правового блага, которая была разработана в конце XIX века представителями классической и социологических школ уголовного права.
Суть данной позиции в достаточно современной форме выразил Н. С. Таганцев:

Жизненным проявлением нормы может быть лишь то, что вызывает её возникновение, дает ей содержание, служит ей оправданием — это интерес жизни, интерес человеческого общежития, употребляя это выражение в широком собирательном значении всего того, что обусловливает бытие и преуспеяние отдельного лица, общества, государства и всего человечества в их физической, умственной и нравственной сферах. Жизнь общественная в её индивидуальных и общественных проявлениях творит интересы и вызывает их правоохрану, в силу чего эти интересы получают особое значение и структуру, облекаются в значение юридических благ и как таковые дают содержание юридическим нормам и в то же время служат их жизненным проявлением, образуя своей совокупностью жизненное проявление правопорядка, При этом, обращая интерес жизни в правовое благо, право не только признает бытие этого интереса, не только дает ему охрану и защиту, но видоизменяет его в объеме, форме, иногда даже в содержании, сглаживая его частный, индивидуальный характер и придавая ему социальное, общественное значение… Таким образом, посягательство на норму права в её реальном бытии есть посягательство на правоохраненный интерес жизни, на правовое благо
…
Такими правоохраняемыми интересами могут быть: личность и её блага — жизнь, телесная неприкосновенность, личные чувствования, честь, обладание или пользование известными предметами внешнего мира; проявление личности вовне, свобода передвижения и деятельности в её различных сферах; возникшие в силу этой деятельности известные отношения или состояния — их неизменяемость, ненарушимость; различные блага, составляющие общественное достояние, и т. п. Причем, конечно, не всякий интерес этих групп получает правоохрану, а только тот, который может иметь общественное значение… Охраняемые интересы могут иметь реальный характер — жизнь, здоровье, неприкосновенность владения, или идеальный — честь, религиозное чувство, благопристойность и т. д. Эти интересы могут принадлежать отдельному лицу, физическому или юридическому, или отдельным общностям, существующим в государстве, или всей совокупности общественных факторов, всему обществу, или, наконец, государству как юридически организованному целому… Правоохрана может относиться или к самому интересу, защищая его непосредственно от разрушения, уничтожения или изменения, или охрана может быть направлена на юридическое отношение лица к такому благу — охрана возможности и свободы владеть, распоряжаться или пользоваться таким благом или интересом
— Таганцев Н. С. Русское уголовное право. Лекции. Часть Общая. В 2-х т. Т. 1. М., 1994. С. 32—35.
В рамках данной позиции даётся следующее определение: «объект преступления — это охраняемые уголовным законом социально значимые ценности, интересы, блага, на которые посягает лицо, совершающее преступление, и которым в результате совершения преступного деяния причиняется или может быть причинен существенный вред», либо аналогичное определение, не исключающее возможности признания объектом преступления общественных отношений: объект — это «охраняемые уголовным законом общественные отношения и блага (интересы), которым причиняется ущерб в результате совершения преступления».
Перечень и конкретное содержание тех ценностей общества, которые охраняются уголовным законом, меняются с течением времени, в зависимости от действующих в конкретный исторический период социально-экономических условий. Н. С. Таганцев по этому поводу писал: «Сумма таких правоохраненных интересов, обрисовка каждого из них в отдельности, их взаимное отношение и т. п. изменяются в истории каждого народа сообразно с изменением условий государственной и общественной жизни, с развитием культуры». Меняется и их соотношение: некоторым ценностям предоставляется приоритетная охрана, другие же начинают охраняться менее строго. Такую эволюцию социальных ценностей можно проследить на примере советского, а позже российского уголовного права XX века, которое отражало происходившую в этот исторический период эволюцию социального строя.
Так, по Руководящим началам по уголовному праву РСФСР 1919 года общим объектом преступлений назывался порядок общественных отношений «соответствующий интересам трудящихся масс». УК РСФСР 1922 года называет такой объект посягательства как «рабоче-крестьянский правопорядок». Основные начала уголовного законодательства Союза ССР и союзных республик 1924 года говорили, что преступления подрывают «власть трудящихся или нарушающие установленный ею правопорядок». УК РСФСР 1926 года в качестве общего объекта охраны называл социалистическое государство рабочих и крестьян и правопорядок установленный в нем рабоче-крестьянской властью на переходный к коммунистическому строю период времени, а также советский строй (ст. 1, 6). УК РСФСР 1960 года в первоначальной редакции говорил, что преступление посягает на «советский общественный или государственный строй, социалистическую систему хозяйства, социалистическую собственность, личность, политические, трудовые, имущественные и другие права граждан», а также социалистический правопорядок в целом (ст. 7).
Основы уголовного законодательства Союза ССР и республик 1991 года добавляли в этот перечень природную среду, мир и безопасность человечества. УК РСФСР 1960 года в редакции на 1996 год включал в перечень объектов охраны общественный строй СССР, его политическую и экономическую системы, личность, политические, трудовые, имущественные и другие права и свободы граждан, все формы собственности, социалистический правопорядок.
Проекты УК России объявляли объектом приоритетной охраны уже другие ценности: так, в проекте 1992 года объекты охраны перечислялись в следующем порядке: мир и безопасность человечества, личность, её права и свободы, собственность, природная среда, общественные и государственные интересы (ст. 2).
В действующем в настоящее время УК РФ объектами уголовно-правовой охраны признаются права и свободы человека и гражданина, собственность, общественный порядок и общественная безопасность, окружающую среду, конституционный строй России, мир и безопасность человечества (ст. 2).
Проследив и сопоставив данные изменения можно увидеть, как изменялись сами охраняемые ценности и приоритеты охраны: от идеалистически-идеологизированной модели первых уголовно-правовых актов через характерный для тоталитарного общества перенос фокуса охраны на интересы государства и политического строя к основанной на демократических идеях триаде «личность — общество — государство».

## Значение объекта преступления
Основное значение объекта преступления определяется его ролью в структуре состава преступления, а также наличием в определении преступления материального признака: не может быть преступлением деяние, не причиняющее вреда и не создающее угрозы причинению вреда объектам уголовно-правовой охраны; соответственно, если не установлено, какому объекту причиняет вред конкретное преступление, либо если причинённый вред является малозначительным, не может идти речи о преступности деяния: нет преступления без объекта посягательства. Материальным признаком, на основе которого устанавливается объект преступления, являются причинённые им общественно опасные последствия.
Объект преступления также учитывается при кодификации законодательства (например, структура Особенной части УК РФ построена как раз по признаку общности объектов определённой группы преступлений); этот критерий группировки преступлений называется в учебной литературе наиболее логичным и практически значимым.
Объект преступления также является признаком, позволяющим производить разграничение преступлений при их квалификации. Например, УК РФ предусмотрены такие деяния как убийство (ст. 105) и посягательство на жизнь сотрудника правоохранительного органа (ст. 317), которые различаются лишь по признаку основного объекта: в первом случае им является жизнь, а во втором — порядок государственного управления. Кроме этого, установление причинения существенного вреда объекту уголовно-правовой охраны позволяет отграничить преступления от правонарушений и аморальных проступков.

## Виды объектов преступления
Традиционно объекты преступлений условно классифицируются «по вертикали» на общий, родовой и непосредственный и «по горизонтали» на основной, дополнительный и факультативный.
В последнее время в российском уголовном праве стал выделяться также видовой объект, в связи с принятием УК РФ 1996 года, в котором Особенная часть стала строиться по системе «раздел — глава — статья».
В классификации по вертикали общий объект соответствует философской категории общего, родовой — философской категории особенного, а непосредственный — философской категории единичного.
Общий объект представляет собой систему, образуемую объектами всех без исключения общественно опасных посягательств, предусмотренных уголовным законом, его содержанием являются все социальные блага, которые в конкретный исторический период и в конкретном обществе признаются наиболее значимыми.
Родовой объект является характерным не для всех, а для определённой группы преступлений, это некая обособленная подсистема наиболее значимых социальных интересов. В российском уголовном законодательстве родовым объектом определяется система Особенной части УК. Родовыми объектами являются, например, личность, собственность, интересы правосудия и т.д. Именно родовой объект может выступать критерием разграничения сходных преступлений при их квалификации.
Непосредственный объект — это объект конкретного деяния, запрещённого уголовным законом, конкретный интерес или благо, которому посягательством причиняется ущерб. Непосредственным объектом убийства является жизнь, непосредственным объектом кражи — собственность и т.д. Этот объект может быть уже родового объекта или совпадать с ним, он также может быть единым для некоторой группы составов преступлений. Непосредственный объект может быть прямо указан в уголовном законодательстве или устанавливаться путём толкования на основе анализа объективных и субъективных признаков деяния: характеристик потерпевшего, предмета посягательства, характера деяния и преступных последствий и т.д.
В литературе также употребляется термин «видовой объект». Этот термин может иметь два значения: во-первых, видовым может называться непосредственный объект; во-вторых, видовым объектом может признаваться часть однородных ценностей, входящих в состав более общего родового объекта: так, если родовым объектом является личность, то видовыми объектами можно считать её жизнь и здоровье, честь и достоинство и т.д. Видовым объектам в последнем понимании соответствуют главы Особенной части Уголовного кодекса РФ. Видовой объект также может совпадать с родовым.
Классификация по горизонтали относится в первую очередь к сложным преступлениям, конструкция которых включает в себя два и более объектов. Например, разбой посягает одновременно на интересы собственности и жизнь и здоровье личности. Ввиду этого выделяется основной и дополнительный объект. Критерием такого выделения служит не значимость объекта, а общая направленность деяния: например, разбой направлен на причинение вреда собственности, поэтому именно она выступает его основным объектом, а личность, несмотря на то, что является более значимой, чем собственность, выступает в роли дополнительного объекта. Основной объект составляют те общественные отношения, для охраны которых была создана данная уголовно-правовая норма.
Дополнительный объект может быть обязательным или факультативным. Обязательный объект прямо закреплён в соответствующей уголовно-правовой норме. Факультативный объект в статье не указывается, либо указывается в альтернативной форме. В первом случае он выступает обстоятельством, влияющим на назначение наказания, во втором основанием уголовной ответственности будет причинение вреда любому из названных объектов, даже если другим объектам вреда не причиняется.

## Предмет преступления
Предмет преступления — это вещь, элемент материального мира, на который осуществляется воздействие в ходе совершения преступления. Например, предметом хищения является само похищенное имущество, предметом взяточничества — полученные должностным лицом деньги, предметом контрабанды — перемещаемые через границу товары. Признак предмета преступления в составе преступления является факультативным. Предмет преступления обычно в уголовно-правовой литературе рассматривается совокупно с объектом преступления, однако эти понятия имеют разное содержание. Объект всегда идеализирован: это интересы, блага и иные значимые для общества ценности, охраняемые уголовным правом. Предмет преступления всегда материален, это конкретная вещь материального мира. Объекту преступления в ходе преступного посягательства всегда наносится ущерб. Предмет преступления далеко не всегда ухудшает свои свойства в результате преступного посягательства: он может оставаться неизменным, либо приобретать новые и улучшать старые качества (например, это происходит с наркотическими средствами в результате их переработки).
Значение признаков предмета преступления заключается в его использовании для разграничения преступного и непреступного поведения, а также смежных составов преступлений.
В качестве предмета посягательств на личность также можно рассматривать человека, путём воздействия на тело которого совершается преступное посягательство. Признаки такого человека могут иметь уголовно-правовое значение, сходное со значением признаков предмета (например, при квалификации половых преступлений, преступлений против жизни и здоровья, а также при назначении наказания за совершённое преступление). Однако в таком случае обычно используется понятие «потерпевший», а не «предмет преступления».